# رافاييل تيكسيرا دي سوزا
رافاييل تيكسيرا دي سوزا هو لاعب كرة قدم برازيلي في مركز الهجوم، ولد في 13 يوليو 1992 في Água Boa, Minas Gerais ‏ في البرازيل. شارك مع منتخب البرازيل تحت 20 سنة لكرة القدم. أما مع النوادي، فقد لعب مع أتلتيكو غويانيينسي ودي.سي. يونايتد وزاكاتيبيك ونادي باهيا ونادي شينجيانغ تيانشان ليوبارد.

## وصلات خارجية
- رافاييل تيكسيرا دي سوزا على موقع الدوري الأمريكي (الإنجليزية)
- رافاييل تيكسيرا دي سوزا على موقع قاعدة بيانات كرة القدم.إي يو (الإنجليزية)
- رافاييل تيكسيرا دي سوزا على موقع Soccerway.com (الإنجليزية)